# Contribuições de Intervenção no Domínio Econômico
As Contribuições de Intervenção no Domínio Econômico (CIDE) são tributos brasileiros do tipo contribuição especial de competência exclusiva da União previstos no Art. 149 da CF. São tributos de natureza extrafiscal e de arrecadação vinculada.

## CIDE combustíveis
A CIDE combustíveis foi criada pela Lei nº 10.336, de 19 de dezembro de 2001, na gestão do presidente Fernando Henrique Cardoso. É incidente sobre a importação e a comercialização de gasolina, diesel e respectivas correntes, querosene de aviação e derivativos, óleos combustíveis (fuel-oil), gás liquefeito de petróleo (GLP), inclusive o derivado de gás natural e de nafta, e  álcool etílico combustível.
Essa contribuição incide sobre os produtos importados e sua comercialização. Têm como fato gerador os combustíveis em geral. Os contribuintes são o produtor (refinaria), o formulador (laboratórios de pesquisas) e o importador (pessoa física ou jurídica) dos combustíveis elencados no art. 3º da Lei nº 10.336, de 2001.
Do total arrecadado, 71% vão para o orçamento da União, e os outros 29% são distribuídos entre os estados e o Distrito Federal, em cotas proporcionais à extensão da malha viária, ao consumo de combustíveis e à população. Os recursos devem ser aplicados em:
- programas ambientais para reduzir os efeitos da poluição causada pelo uso de combustíveis;
- subsídios à compra de combustíveis; ou
- infra-estrutura de transportes.